# JT Thor
Jokhow Panom «JT» Thor  (Omaha, Nebraska, 26 de agosto de 2002) es un jugador de baloncesto estadounidense, con pasaporte sursudanés, que actualmente se encuentra sin equipo. Con 2,06 metros de estatura, juega en la posición de ala-pívot.

## Trayectoria deportiva

### Universidad
Jugó una temporada con los Tigers de la Universidad de Auburn, en la que promedió 9,4 puntos, 5 rebotes, y 1,1 tapones por partido. El 23 de marzo de 2021, Thor se declaró elegible para el draft de la NBA, aunque mantuvo su elegibilidad universitaria, aunque finalmente en el mes de junio contrató a un agente, cerrando definitivamente la puerta a su regreso a la universidad.

#### Estadísticas
| Año     | Equipo | PJ | PT | MPP  | %TC  | %3P  | %TL  | RPP | APP | ROB | TPP | PPP |
| ------- | ------ | -- | -- | ---- | ---- | ---- | ---- | --- | --- | --- | --- | --- |
| 2020–21 | Auburn | 27 | 27 | 23.0 | .440 | .297 | .741 | 5.0 | .9  | .8  | 1.4 | 9.4 |

### Profesional
Fue elegido en la trigésimo séptima posición del Draft de la NBA de 2021 por los Detroit Pistons. El 6 de agosto fue traspasado junto con Mason Plumlee, a Charlotte Hornets, a cambio de la elección 57 del draft, Balša Koprivica, firmando contrato ese mismo día con los Hornets. El 26 de octubre y el 2 de noviembre, fue asignado a los Greensboro Swarm de la NBA G League. En su debut en la liga, anotó 34 puntos con 14 de 22 tiros y atrapó 12 rebotes en la derrota por 128-117 ante los Birmingham Squadron.
Tras tres temporadas en Charlotte, el 17 de agosto de 2024, firma un contrato dual con Cleveland Cavaliers. Fue despedido el 1 de marzo de 2025.
El 3 de marzo fue reclamado entre los jugadores despedidos por los Washington Wizards, con los que firmó un contrato dual.

### Selección nacional
Entre julio y agosto de 2024 fue parte de la selección absoluta de Sudán del Sur, que disputó los Juegos Olímpicos de París, finalizando en novena posición.

## Estadísticas de su carrera en la NBA

### Temporada regular
| Año     | Equipo     | PJ  | PT | MPP  | %TC  | %3P  | %TL  | RPP | APP | ROB | TPP | PPP |
| ------- | ---------- | --- | -- | ---- | ---- | ---- | ---- | --- | --- | --- | --- | --- |
| 2021-22 | Charlotte  | 33  | 0  | 7.9  | .436 | .259 | .600 | 1.3 | .6  | .2  | .3  | 2.0 |
| 2022-23 | Charlotte  | 69  | 8  | 14.0 | .399 | .317 | .702 | 2.2 | .5  | .3  | .3  | 3.8 |
| 2023-24 | Charlotte  | 63  | 3  | 12.4 | .437 | .346 | .550 | 2.3 | .5  | .2  | .4  | 3.2 |
| 2024-25 | Cleveland  | 9   | 0  | 4.7  | .600 | .500 | .875 | .7  | .5  | .2  | .3  | 3.1 |
| 2024-25 | Washington | 11  | 0  | 18.8 | .364 | .200 | .571 | 3.8 | .5  | .5  | .5  | 3.9 |
| Total   | Total      | 185 | 11 | 12.2 | .419 | .317 | .651 | 2.1 | .5  | .3  | .4  | 3.2 |